# Nowy Świat (Gdańsk)

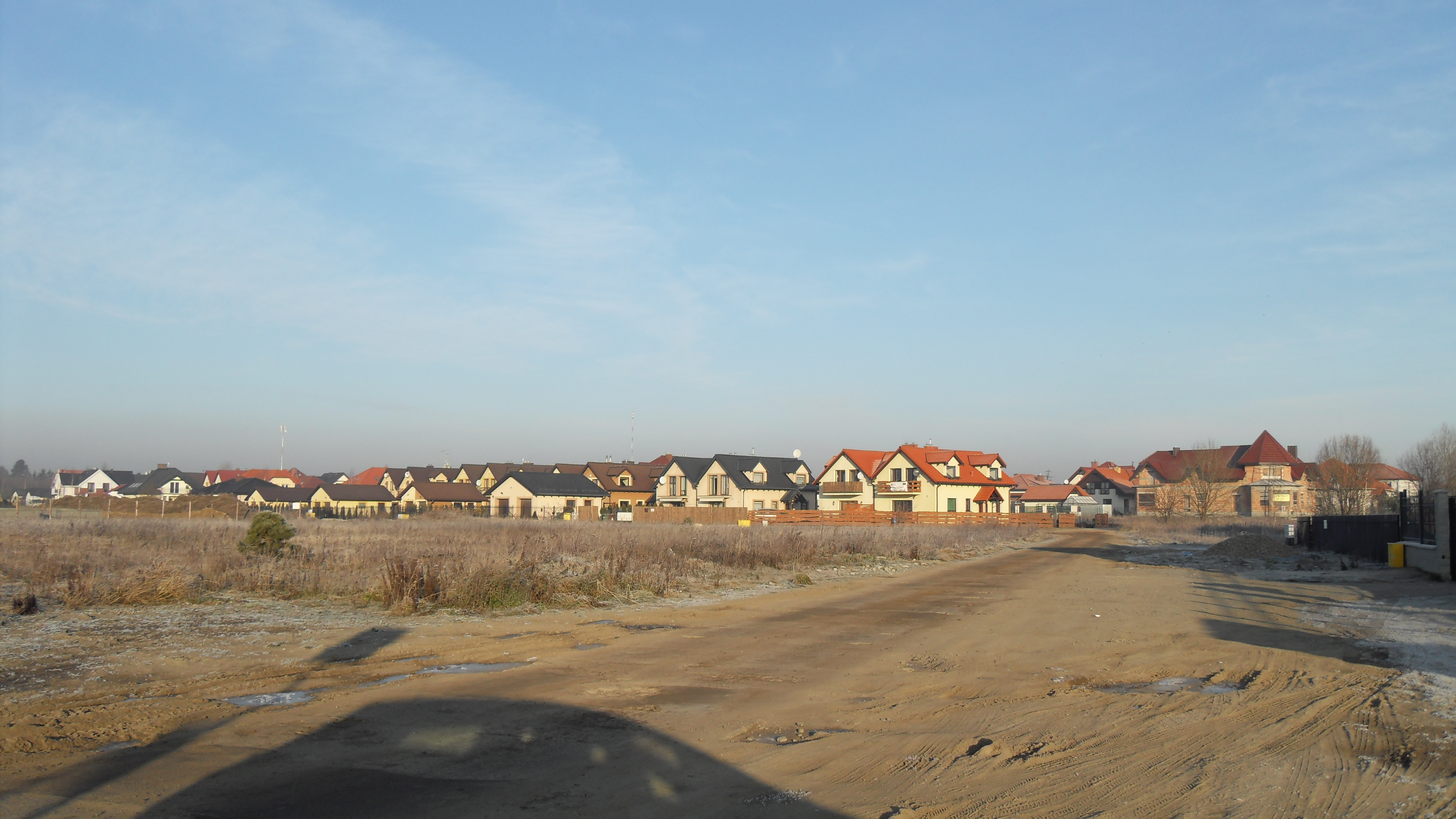
Nowy Świat wird von Neubauten geprägt

Nowy Świat (deutsch Neue Welt, kaschb. Nowi Swiat) ist ein Stadtteil von Danzig (polnisch Gdańsk) in Polen. Er gehört zu Osowa (Espenkrug), dem nordwestlichsten Stadtbezirk der Großstadt. Nowy Świat wurde 1973 geteilt, der westliche Teil gehört zum Powiat Kartuski.

## Geographie

Lage des Stadtbezirks Osowa in Danzig

Der Stadtteil liegt im Nordwesten der Stadt auf der Danziger Höhe und grenzt im Osten an den Powiat Kartuski. Die Innenstadt ist etwa 15 Kilometer entfernt. Nachbarorte sind auf Danziger Stadtgebiet: Osowa (Espenkrug) im Norden und im Osten und Barniewice (Barnewitz) im Südosten; auf dem Gebiet der Gemeinde Żukowo (Zuckau): Barniewice im Süden, Nowy Świat (Neue Welt) und Kowale (Kowalle) im Nordwesten.

## Geschichte
Neue Welt war ein Wohnplatz und gehörte zum Gutsbezirk Barnewitz im Landkreis Karthaus, Regierungsbezirk Danzig in Westpreußen. Sitz des Amtsbezirks und Standesamtes war Pempau (Pępowo). Die evangelische Kirche befand sich in Klein Katz (Mały Kack) und seit 1873 in Friedenau. Katholiken waren nach Mattern (Matarnia) eingepfarrt. Neue Welt hatte 1905 81 Einwohner.
Nach dem Ersten Weltkrieg und dem Friedensvertrag von Versailles kamen Espenkrug und Neue Welt mit dem Polnischen Korridor 1920 an das wiedererstandene Polen und die Woiwodschaft Pommerellen. Espenkrug wurde als Osowa Grenzort zur Freien Stadt Danzig. Der Bau der Kohlenmagistrale (Magistrala węglowa) zum Seehafen Gdynia (Gdingen) teilte den Ort 1921 in einen westlichen und einen östlichen Teil. Nach dem Überfall auf Polen war das Gebiet von September 1939 bis März 1945 deutsch besetzt, anschließend kam es zur Woiwodschaft Danzig.
Das Dorf Rębiechowo (Ramkau) trat 1973 den östlichen Teil seiner Gemarkung an die Stadt Danzig ab. Im Süden entstand auf diesem Gebiet der Flughafen Danzig. Nowy Świat wurde entlang der Bahn geteilt. Der westliche Teil kam zur Landgemeinde Żukowo (Zuckau, seit 1989 Stadt-und-Land-Gemeinde) und erhielt 2009 ein eigenes Schulzenamt (sołectwo).

## Verkehr
Die Schnellstraße S6 ist zwei Kilometer entfernt. Sie führt nach Danzig im Osten oder nach Stettin im Westen. Die nahe Woiwodschaftsstraße DW218 führt nach Wejherowo (Neustadt in Westpreußen). 
Der Bahnhof Gdańsk Osowa an der Bahnstrecke nach Gdynia ist etwa 500 Meter entfernt. Seit September 2015 bedient die PKM über die Bahnstrecke Gdańsk Wrzeszcz–Gdańsk Osowa den Danziger Flughafen.
Der Flughafen ist 3,3 Kilometer entfernt, die Fernbahnhöfe Gdynia und Wrzeszcz  16 bzw. 18 Kilometer. Dort besteht ebenso Anschluss an den S-Bahn-Verkehr der Dreistadt.